# ورا (مجموعه تلویزیونی)
ورا (انگلیسی: Vera) یک سریال درام جنایی بریتانیایی است که در سال ۲۰۱۱ منتشر شد و پخش آن همچنان ادامه دارد.

## بازیگران

### فعلی
- برندا بلتین
- کنی داوتی
- ایبینابو جک
- جان موریسون
- رایلی جونز
- پل کی
- استیو اوتس

### پیشین
- دیوید لئون
- وونمی موساکو
- کوش جومبو
- کلیر کلبریث
- پال ریتر
- کینگزلی بن‌ادیر
- لیسا هاموند
- سونیا کاسیدی
- کریستوفر کوهون